# Visconde de Bustos
Visconde de Bustos é um título nobiliárquico criado por D. Manuel II de Portugal, por Decreto de 9 de Julho de 1908, em favor de António Duarte Sereno.
Titulares
1. António Duarte Sereno, 1.º Visconde de Bustos.